# Arquidiócesis de Tokio
La arquidiócesis de Tokio (en latín: Archidioecesis Tokien(sis) y en japonés: カトリック東京大司教区) es una circunscripción eclesiástica latina de la Iglesia católica en Japón, sede metropolitana de la provincia eclesiástica de Tokio. La arquidiócesis tiene al arzobispo Tarcisius Isao Kikuchi, S.V.D. como su ordinario desde el 25 de octubre de 2017.

## Territorio y organización
La arquidiócesis tiene 7343 km² y extiende su jurisdicción sobre los fieles católicos de rito latino residentes en la ciudad de Tokio y en la prefectura de Chiba, dentro de la región de Kantō.
La sede de la arquidiócesis se encuentra en la ciudad de Tokio, en donde se halla la Catedral de Santa María.
En 2020 en la arquidiócesis existían 80 parroquias.
La arquidiócesis tiene como sufragáneas a las diócesis de: Niigata, Saitama, Sapporo, Sendai y Yokohama.

## Historia
El vicariato apostólico de Japón fue erigido el 27 de marzo de 1846 con el breve Ex debito del papa Gregorio XVI, obteniendo el territorio del vicariato apostólico de Corea (hoy arquidiócesis de Seúl). Originalmente se extendía por todo Japón. La erección del vicariato apostólico siguió al intento de establecer una diócesis en Japón hecho con la diócesis de Funay, erigida en 1588 y suprimida de facto a mediados del siglo XVII debido a la persecución de los cristianos.
El 20 de junio de 1876 cedió una parte de su territorio para la erección del vicariato apostólico de Japón Meridional (hoy arquidiócesis de Nagasaki) mediante el breve Pastoris aeterni del papa Pío IX, y al mismo tiempo asumió el nombre de vicariato apostólico de Japón Septentrional.
El 17 de abril de 1891, en virtud del breve Ex officio del papa León XIII, cedió otra porción de su territorio para la erección del vicariato apostólico de Hakodate (hoy diócesis de Sendai) y al mismo tiempo tiempo asumió el nombre de vicariato apostólico de Tokio.
El 15 de junio de 1891 el vicariato apostólico fue elevado al rango de arquidiócesis metropolitana con el breve Non maius Nobis del papa León XIII.
Nuevas cesiones territoriales tuvieron lugar luego:
- el 13 de agosto de 1912 para la erección de la prefectura apostólica Nygata (hoy diócesis de Niigata) mediante el decreto Quo catholica de la Congregación de Propaganda Fide;[6]
- el 18 de febrero de 1922 para la erección de la prefectura apostólica de Nagoya (hoy diócesis de Nagoya) mediante el breve In hac sublimi del papa Pío XI;[7]
- el 9 de noviembre de 1937 para la erección de la diócesis de Yokohama mediante la bula Quod iamdiu del papa Pío XI.[8]

## Estadísticas
De acuerdo al Anuario Pontificio 2021 la arquidiócesis tenía a fines de 2020 un total de 97 656 fieles bautizados.
| Año                                                                             | Población            | Población  | Población      | Sacerdotes | Sacerdotes    | Sacerdotes    | Bautizados por sacerdote | Diáconos permanentes | Religiosos | Religiosos | Parroquias |
| Año                                                                             | Bautizados católicos | Total      | % de católicos | Total      | Clero secular | Clero regular | Bautizados por sacerdote | Diáconos permanentes | Varones    | Mujeres    | Parroquias |
| ------------------------------------------------------------------------------- | -------------------- | ---------- | -------------- | ---------- | ------------- | ------------- | ------------------------ | -------------------- | ---------- | ---------- | ---------- |
| 1950                                                                            | 15 246               | 7 513 000  | 0.2            | 142        | 24            | 118           | 107                      |                      | 65         | 369        | 29         |
| 1970                                                                            | 57 912               | 14 874 107 | 0.4            | 443        | 67            | 376           | 130                      |                      | 520        | 1316       | 66         |
| 1980                                                                            | 65 566               | 16 325 816 | 0.4            | 463        | 73            | 390           | 141                      | 1                    | 641        | 1690       | 73         |
| 1990                                                                            | 82 381               | 17 069 611 | 0.5            | 494        | 81            | 413           | 166                      | 1                    | 644        | 1897       | 79         |
| 1999                                                                            | 84 437               | 17 775 082 | 0.5            | 427        | 83            | 344           | 197                      |                      | 504        | 1594       | 79         |
| 2000                                                                            | 85 376               | 17 880 513 | 0.5            | 420        | 83            | 337           | 203                      | 1                    | 489        | 1579       | 79         |
| 2001                                                                            | 87 038               | 17 986 093 | 0.5            | 407        | 79            | 328           | 213                      | 1                    | 479        | 1596       | 78         |
| 2002                                                                            | 87 081               | 17 999 755 | 0.5            | 388        | 78            | 310           | 224                      | 1                    | 451        | 1583       | 78         |
| 2003                                                                            | 89 310               | 18 290 876 | 0.5            | 397        | 79            | 318           | 224                      | 1                    | 446        | 1494       | 77         |
| 2004                                                                            | 89 409               | 18 408 577 | 0.5            | 390        | 79            | 311           | 229                      | 1                    | 448        | 1475       | 73         |
| 2010                                                                            | 96 157               | 19 200 258 | 0.5            | 363        | 82            | 281           | 264                      | 1                    | 375        | 1431       | 75         |
| 2014                                                                            | 98 415               | 19 383 095 | 0.5            | 386        | 76            | 310           | 254                      | 1                    | 403        | 1296       | 75         |
| 2017                                                                            | 96 811               | 19 889 238 | 0.5            | 334        | 76            | 258           | 289                      | 1                    | 340        | 1320       | 75         |
| 2020                                                                            | 97 656               | 20 230 377 | 0.5            | 330        | 72            | 258           | 295                      | 2                    | 336        | 1204       | 80         |
| Fuente: Catholic-Hierarchy, que a su vez toma los datos del Anuario Pontificio. |                      |            |                |            |               |               |                          |                      |            |            |            |

## Episcopologio
- Théodore-Augustin Forcade, M.E.P. † (27 de marzo de 1846-1852 renunció)
  - Sede vacante (1852-1866)
- Bernard-Thadée Petitjean, M.E.P. † (11 de mayo de 1866-20 de junio de 1876 nombrado vicario apostólico del Japón Meridional)
- Pierre-Marie Osouf, M.E.P. † (20 de mayo de 1876-27 de junio de 1906 falleció)
- Pierre-Xavier Mugabure, M.E.P. † (27 de junio de 1906 por sucesión-27 de mayo de 1910 falleció)
- François Bonne, M.E.P. † (15 de septiembre de 1910-11 de enero de 1912 falleció)
- Jean-Pierre Rey, M.E.P. † (1 de junio de 1912-6 de marzo de 1926 renunció)[10]
- Jean-Baptiste-Alexis Chambon, M.E.P. † (16 de marzo de 1927-9 de noviembre de 1937 nombrado obispo de Yokohama)
- Peter Tatsuo Doi † (2 de diciembre de 1937-21 de febrero de 1970 falleció)
- Peter Seiichi Shirayanagi † (21 de febrero de 1970 por sucesión-17 de febrero de 2000 renunció)
- Peter Takeo Okada † (17 de febrero de 2000-25 de octubre de 2017 retirado)
- Tarcisius Isao Kikuchi, S.V.D., desde el 25 de octubre de 2017